# José Martínez Sánchez (fotógrafo)

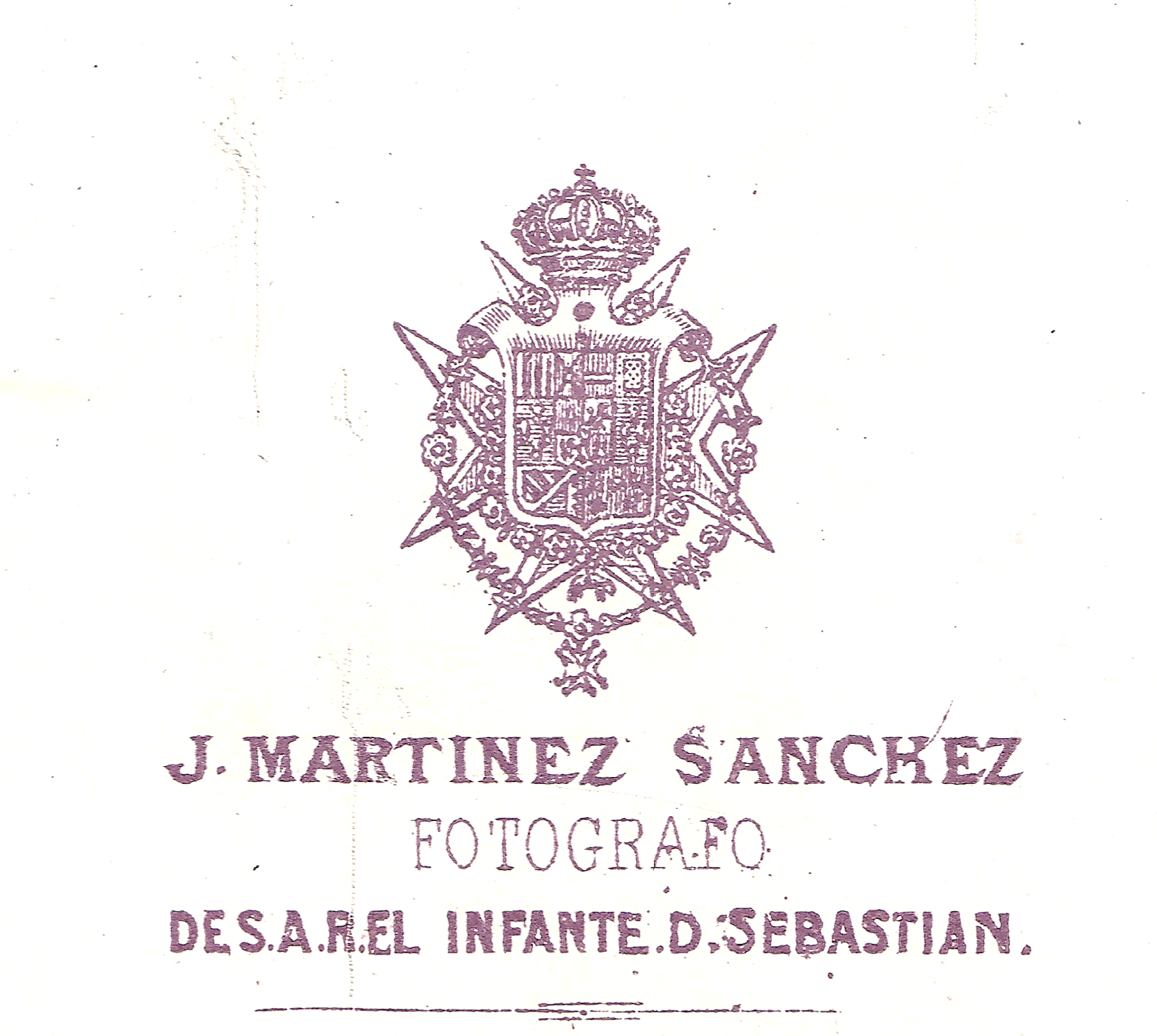
Sello del fotógrafo.

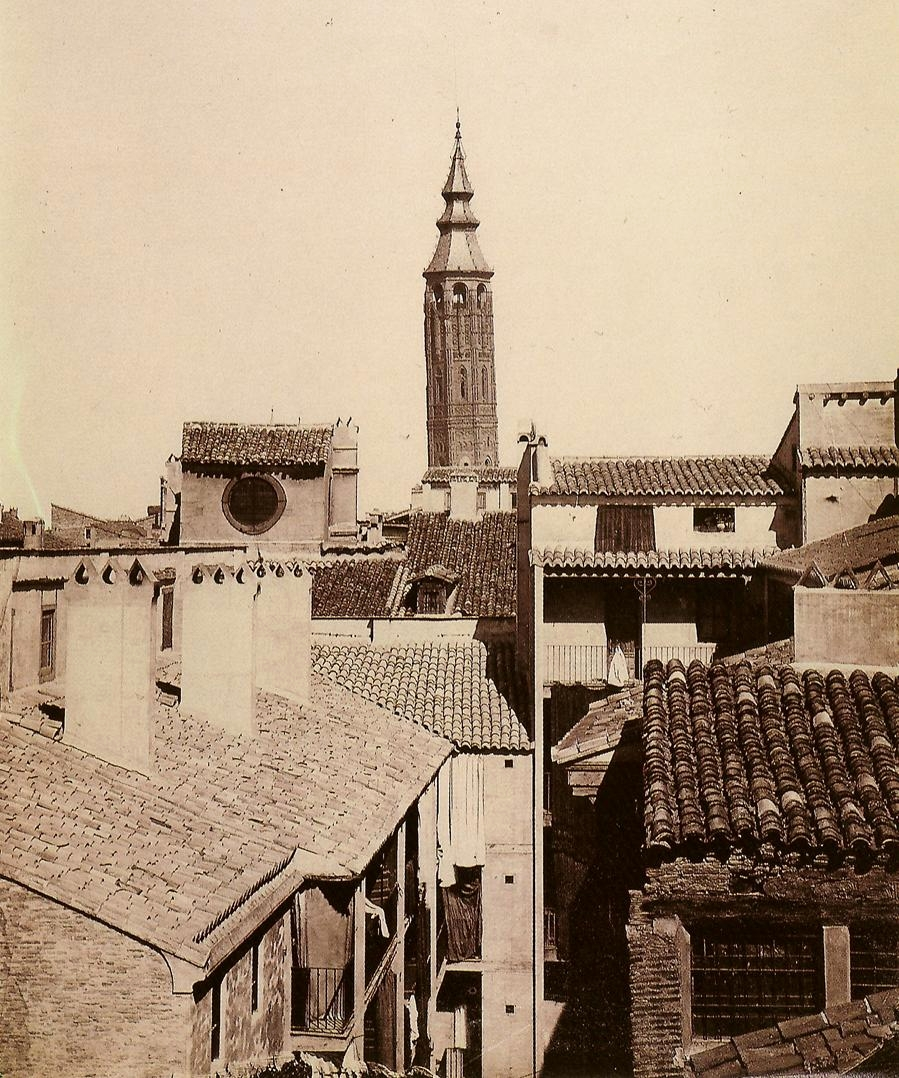
La torre nueva de Zaragoza, hacia 1866. Fotografía de Martínez Sánchez realizada durante su asociación con J. Laurent.

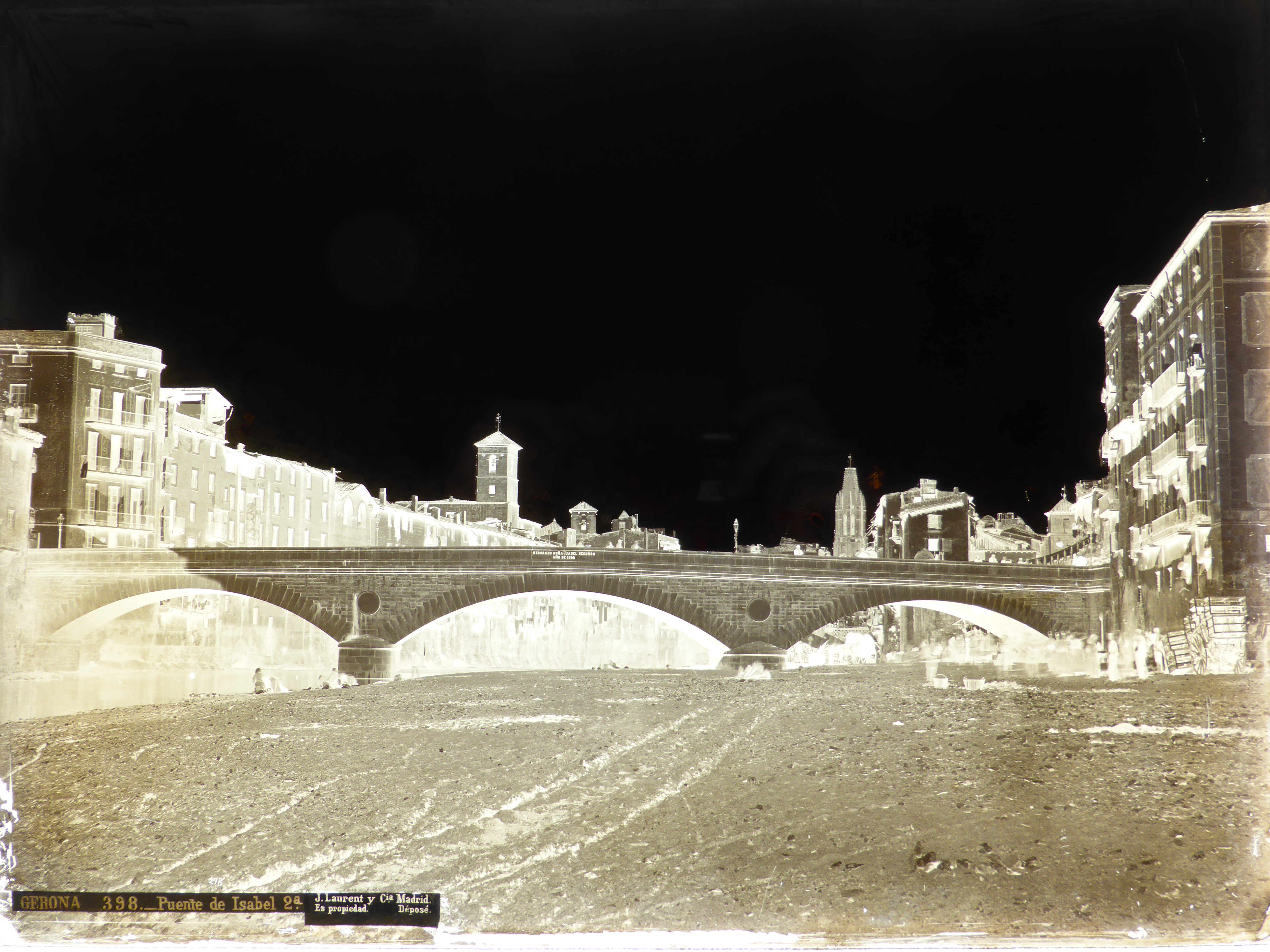
GERONA.- Puente de Isabel II. En el invierno de 1866-1867, Martínez Sánchez obtuvo este negativo original de vidrio al colodión, del formato 27 x 36 centímetros. Se conserva en el Instituto del Patrimonio Cultural de España.

José Martínez Sánchez (1807-1874) fue un fotógrafo español que está considerado uno de los primeros maestros españoles, por los historiadores de la fotografía.

## Biografía
Nació en Bicorp, en la provincia de Valencia. Abrió un gabinete de fotografía en Madrid, en la Puerta del Sol, hacia 1857; que fue ampliando con nuevas instalaciones y donde realizaba retratos de estudio. Tuvo entre sus aprendices a Enrique Godínez. También dispuso de otro gabinete en Valencia en la calle Hierros de la Ciudad, n.º 4.
En 1858 realizó un reportaje de la visita de Isabel II al puerto de Valencia, en colaboración con Antonio Cosmes, que se considera el primer reportaje secuencial sobre un acto oficial, realizado por fotógrafos españoles.
En 1865 se asoció con J. Laurent, con el que inventó y desarrolló el papel leptográfico, que alcanzó cierta difusión en Francia, aunque no pudo sustituir a las copias a la albúmina en el positivado a partir de los negativos de colodión. Martínez Sánchez utilizó el papel leptográfico para retratos de su estudio, pero sin destacar que era una invención propia. Entre los años 1866 y 1868, Martínez Sánchez prefirió anunciarse como Fotógrafo de S.A.R. el infante D. Sebastián. En cambio, Laurent utilizó el nombre del invento en su estudio, y en los retratos positivados en ese papel acreditaba "Leptografía Laurent", mediante un sello en seco, o con un texto impreso en el cartón del reverso.
Ambos realizaron un trabajo de gran importancia documental sobre las obras públicas españolas, para la Exposición Universal de París de 1867, que consistió en 169 vistas fotográficas distribuidas en cinco álbumes, con los siguientes títulos: Puentes de fábrica, Puentes de hierro, Faros, Vistas de obras antiguas y Vistas varias. A través de ese trabajo se pudo mostrar la calidad de los trabajos de ferrocarril y carreteras que se estaban realizando para el progreso del país.
Martínez Sánchez fue el autor de todas las vistas del Este de la Península, en los álbumes de Obras Públicas de España. Entre sus fotografías encontramos vistas de los faros de la costa mediterránea, destacando los tres faros de hierro del delta del Ebro, en la provincia de Tarragona. Igualmente, en 1866 o 1867 realizó una fotografía en las canteras del puerto de Tarragona, con presos trabajando encadenados. En las mismas canteras, la Casa Laurent tomó otra vista panorámica en 1872.
Muchos de sus retratos de estudio se han conservado en la colección Manuel Castellano, de la Biblioteca Nacional de España; mientras que 100 de sus negativos del tema Obras Públicas de España, en placas de vidrio al colodión, se incorporaron al archivo de J. Laurent en el año 1868. Dichos negativos se conservan actualmente en Madrid, en el Archivo fotográfico Ruiz Vernacci, del Instituto del Patrimonio Cultural de España.